# Henri Persin
Henri René Persin (* 20. September 1916 in Versailles; † 29. Juli 1985 auf Moorea, Französisch-Polynesien) war ein französischer Kameramann.

## Leben und Wirken
Henri Persin erhielt eine fototechnische Ausbildung und war anschließend als Kameraassistent tätig, ehe er zu Beginn der 1950er Jahre eigenständig kurze Dokumentarfilme zu fotografieren begann. 1957 wechselte er zum Spielfilm und lernte gleich zu Beginn mit seiner Arbeit auf Tahiti die Südsee kennen und lieben. Für knapp anderthalb Jahrzehnte war Persin ein gefragter Kameramann gefälliger und populärer Unterhaltungsfilme, in denen er internationale Stars wie Errol Flynn, Trevor Howard, Gert Fröbe, Claudia Cardinale, Brigitte Bardot und immer wieder Michèle Mercier und Robert Hossein ablichtete.
Besondere Erfolge feierte Persin in den 1960er Jahren mit einigen handfesten Eddie-Constantine-Prügelfilmen sowie mit den prachtvoll ausgestatteten Angélique-Kostüm- und Abenteuergeschichten, bei denen er zwischen 1964 und 1967 hinter der Kamera stand. Für seine Fotografie zu dem 1961 in Frankreich gedrehten Kriegsfilm Der längste Tag erhielt er 1963 einen Golden Globe Award. Bei englischsprachigen A-Produktionen wie Die Wurzeln des Himmels, Charade und Was gibt’s Neues, Pussy? war er als Second-Unit-Kameramann beschäftigt, zuletzt bei ebensolchen auch als Chefkameramann (Der Sergeant, Viva Max!, El Condor). 1971 beendete Henri Persin schlagartig seine Kinofilmtätigkeit und zog sich in die Südsee zurück. Dort verbrachte er seinen Lebensabend in Französisch-Polynesien.

## Filmografie (Auswahl)
- 1952: Le Mans (Kurzdokumentarfilm)
- 1953: Libre comme l’air (Kurzdokumentarfilm)
- 1954: Une escale au Caire (Kurzdokumentarfilm)
- 1955: Samba Fantástico (Dokumentarfilm)
- 1956: Van Gogh : Darkness Into Night (Kurzdokumentarfilm)
- 1957: Tahiti ou la Joie de vivre
- 1957: Morphium, Mord und kesse Motten (Ces dames préfèrent le mambo)
- 1957: Nächte auf Tahiti (Le Passager clandestin)
- 1958: Die Wurzeln des Himmels (The Roots of Heaven) (Second-Unit-Kameramann)
- 1959: Houla-Hula
- 1960: Une escale au Caire (Kurzdokumentarfilm)
- 1960: Das große Wagnis (The Big Gamble) (einfacher Kameramann)
- 1961: Die drei Musketiere (Les trois musquetaires) (einfacher Kameramann)
- 1961: Der längste Tag (The Longest Day) (einfacher Kameramann)
- 1962: Konga Yo
- 1962: Der scharlachrote Musketier (Le chevalier de Pardaillan)
- 1963: Charade (Charade) (Second-Unit-Kameramann)
- 1963: Eddie wieder colt-richtig (Des Frissons partout)
- 1963: Zum Nachtisch blaue Bohnen (À toi de faire, mignonne!)
- 1964: Eddie – wenn das deine Mutti wüßte! (Laissez tirer les tireurs)
- 1964: Der Triumph des Musketiers (Hardi Pardaillan!)
- 1964: Nick Carter schlägt alles zusammen (Nick Carter va tout casser)
- 1964: Angélique (Angélique, marquise des anges)
- 1964: Was gibt’s Neues, Pussy? (What‘s New Pussycat?) (Second-Unit-Kamera)
- 1965: Angélique, 2. Teil (Merveilleuse Angélique)
- 1965: Geheimauftrag CIA Istanbul 777 (Coplan FX 18 casse tout)
- 1966: Angélique und der König (Angélique et le roy)
- 1966: 7 Mann und ein Luder (Sept hommes et une garce)
- 1966: Sonderdezernat C III Montmartre (Brigade anti-gangs)
- 1967: Ich tötete Rasputin (J’ai tué Raspoutine)
- 1967: Unbezähmbare Angélique (Indomptable Angélique)
- 1968: Angélique und der Sultan (Angélique et le sultan)
- 1968: Catherine – Ein Leben für die Liebe (Catherine, il suffit d’un amour)
- 1968: Friedhof ohne Kreuze (Une Corde, un Colt)
- 1968: Der Sergeant (The Sergeant)
- 1969: Viva Max !
- 1970: El Condor
- 1971: Macédoine
- 1971: Petroleum-Miezen (Les Pétroleuses)